# 二級方程式賽車
二级方程式（Formula Two），简称F2，是方程式赛车比赛的一种。它曾于1985年被F3000赛车所取代，不过国际汽车联合会（FIA）2008年宣布2009年世界二级方程式锦标赛重新回归。赛事的目标是建立一个低成本的系列赛，以使得年轻车手有机会在最高等级的汽车运动中进行比賽。2013年后由于参赛者的数量减少，赛事被解散。
第三次尝试建立这个系列赛于2015年宣布。它的名字在2017年回归，以前的GP2系列赛成为了国际汽联二级方程式锦标赛。

## 历史
一级方程式赛车被普遍认为是开放式座舱赛车运动的顶级赛事，其对赛车性能的要求及参加比赛的开销决定了在进入该赛事之前需要有一个过程。在一级方程式大部分历史中，二级方程式扮演了通向汽车运动顶峰的倒数第二级阶梯的角色。

### 战前
二战之前，存在着一群业余或经验不足的车手及小型的厂商车队，使用比国际汽车大奖赛（Grand Prix）所用赛车更小、马力更低的赛车，他们通常参加一个叫做voiturette（小车）的比赛，在其中证明自己的实力。至二战爆发前，voiturette比赛规则允许使用1.5L机械增压引擎（可对比同时期大奖赛允许使用3.0L机械增压引擎或4.5L普通送气引擎）。

### 起步时期 （战后–1953）

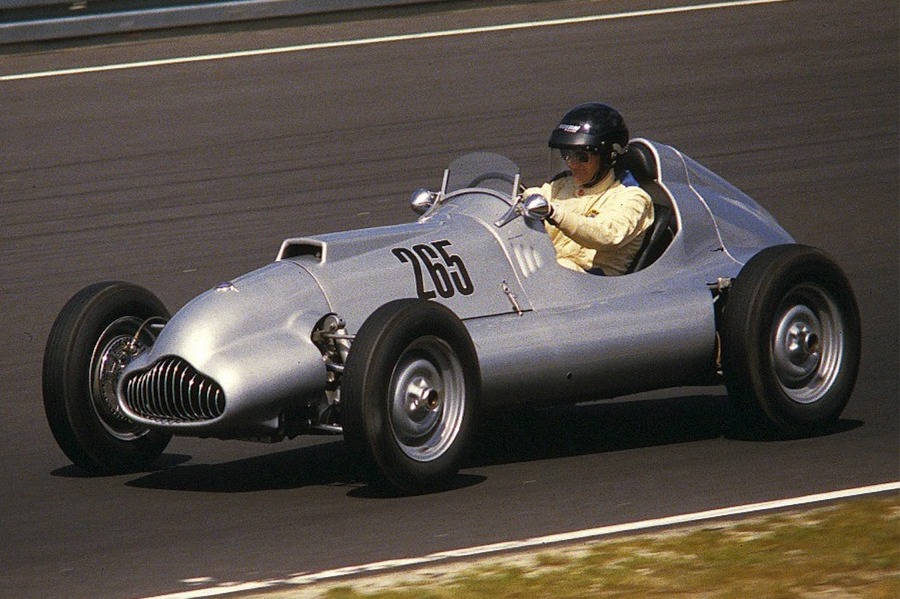
2.0L Veritas Meteor

1946年，3.0L机械增压规则被放弃，同时出台了A级和B级方程式（即后来的一级和二级方程式）规则。A级方程式允许使用旧的4.5L普通送气引擎汽车，但是由于3.0L机械增压引擎在性能上比前者更高（并且战前的德产、意产汽车不允许使用），出于平衡不同赛车性能的考虑，3.0L机械增压引擎被换成了从前voiturette比赛中所使用的1.5L机械增压引擎。自此开始，A级/一级方程式之下不再有低性能赛车所进行的赛事，因此二级方程式（一开始叫做B级方程式）比赛在1948年由FIA正式成立，作为一个规模更小、开销更低的赛事，在这一时期成为大奖赛的补充。
二级方程式比赛中用的引擎比一级方程式更小、马力更低，所用的赛车也比它的老大哥要更小、更轻、更便宜，允许使用2L普通送气引擎或750cc机械增压引擎（后者基本未被使用过）。这吸引了一些新厂商——比如Cooper——去参加二级方程式，而不是去同Alfa Romeo和Maserati这些大型制造商进行竞争。事实上，一级方程式在成立之初其开销十分昂贵，参赛者寥寥，以至于在1952及1953年国际汽车大奖赛的全部比赛都是在二级方程式中进行的。（不过非锦标赛的顶级赛事依然在举办，如印第安纳波利斯 500在1950至1960年之间是世界锦标赛的一部分，不过它具有自己的规则，并且从来不是正式的一级方程式比赛。）

### 1.5L时期 （1957–1960）

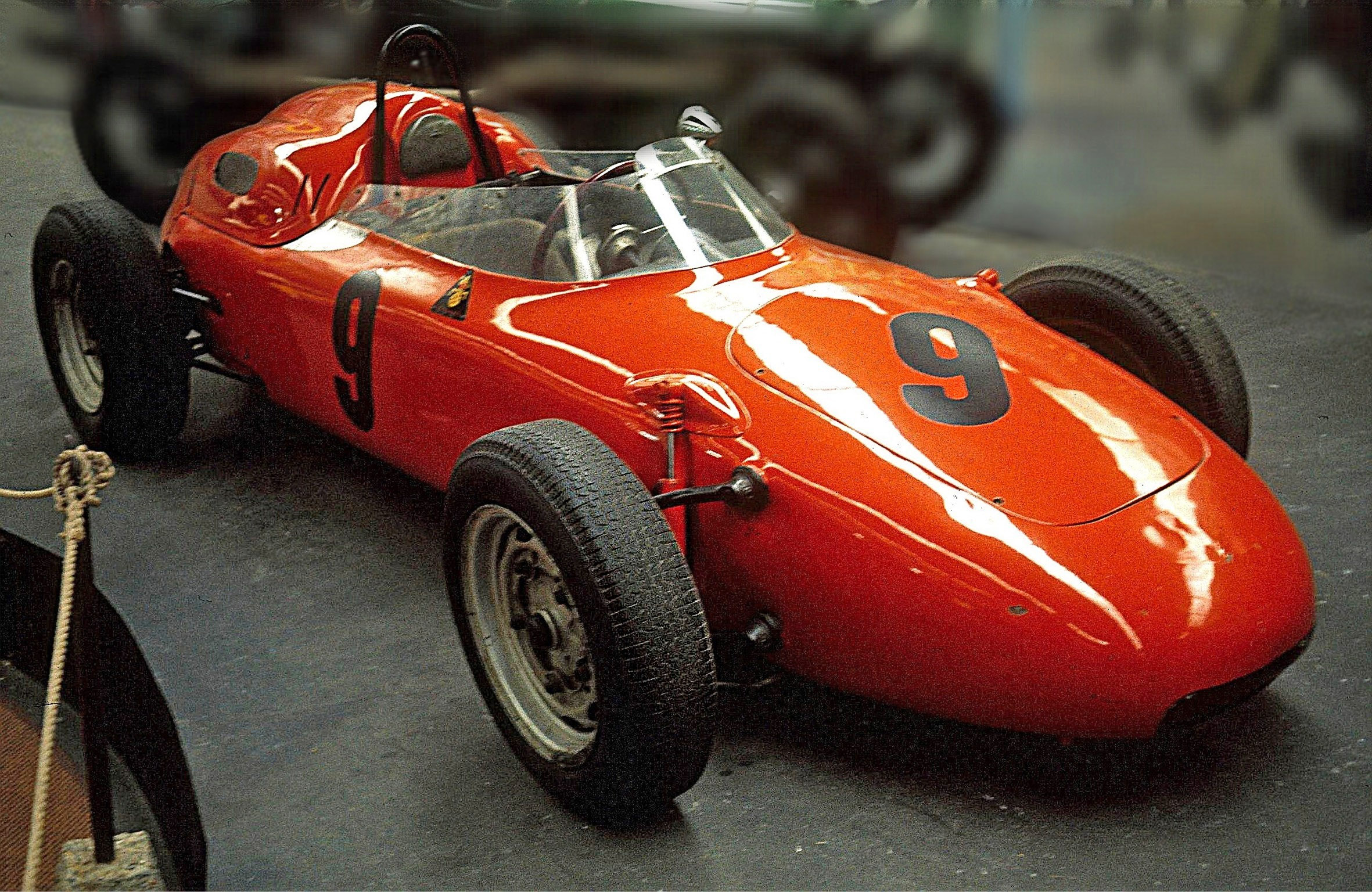
1.5L Porsche 718

由于小容量赛车开始流行，1954年起F1起用2.5L引擎，导致F2受到的关注逐步下降，不过它还是在1957年改变规则引入了1.5L引擎汽车。赛事逐渐被Coopers根据其三级方程式赛车及“Bobtail”赛车所研发的后置引擎，搭配保时捷研发的RSK赛车所统治。法拉利从头开始研发了“Sharknose” Dino 156作为F2赛车，此车型也同时作为其它的前置引擎大奖赛用车。此级别方程式中具有统治地位的引擎是Coventry-Climax FPF四缸引擎，搭配Borgward 16气门。
Cooper对其F2赛车进行了少量改进后，在1958年赢得了第一个F1分站赛冠军，标志着F1比赛的后置引擎时代的到来。1.5L方程式并没有持续很长时间，便在1963年被青少年方程式迅速取代，后者之前已经顶替了F3的位置——不过从1961年起的1.5L一级方程式很好地延续了二级方程式的传统。

### 青少年方程式间歇期 （1961–1963） 及1L二级方程式 （1964–1966）
青少年方程式于1959年被引入，是一个面向广大人群的宽泛赛事——既承担了F3作为方程式培训赛事的任务，又代替F2成为了仅次于F1的高等级国际性比赛。人们很快意识到这两个角色必须分离开来，因此1964赛季，F2和F3比赛重新开始运行。其中F3使用的是1L的商业化引擎，可以进行的改动非常局限（非常类似于FJ），而F2使用的引擎虽然容量也是1L，却完全是为比赛而设计的赛车用引擎。F2 was largely the domain of F1 stars on their "off-days".这时的引擎大多由考斯沃斯（基于福特的缸体）和本田提供，不过一些其它的引擎单元也开始出现，如各种基于菲亚特的单元及BMC和BRM提供的专用引擎。

### 1.6L时期，以及车手分级 （1964-1971）

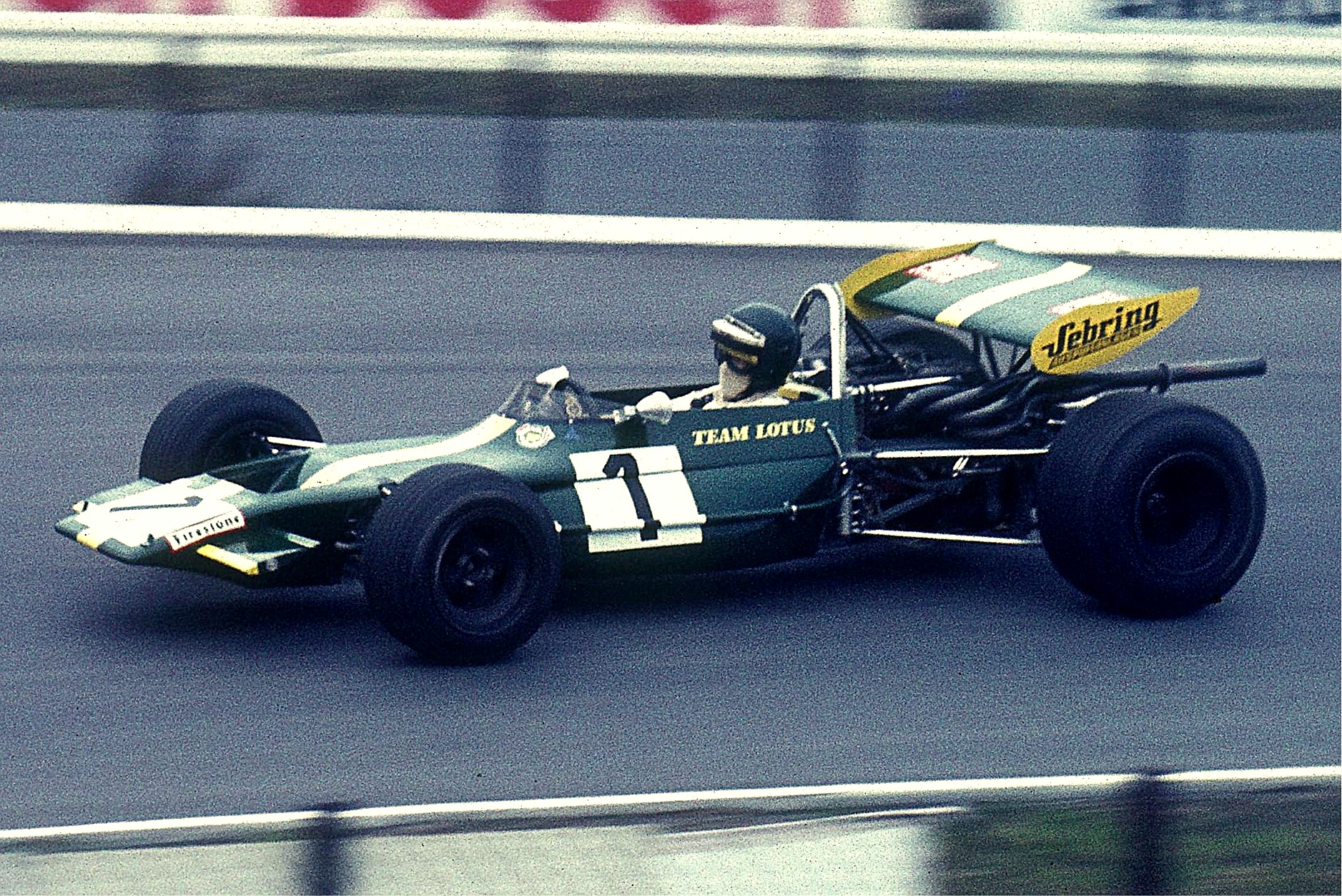
Jochen Rindt驾驶Lotus二级方程式赛车，1970年于纽博格林赛道

20世纪60年代晚期，随着一级方程式“回归动力”口号的提出，F1和F2之间的差距显著变大，因此F2为了保持其作为F1输血者的赛事的地位，引入了新的1600cc商业化引擎规格。最流行的1600cc引擎是考斯沃斯FVA，它在四缸的Cortina缸体上配上16气门，这是对传奇般的DFV的“概念的证明”。1967 FVA（3.373 x 2.72英寸）引擎可以达到220 bhp @ 9,000 rpm的马力。还有一些其它的引擎单元，诸如BMW四缸及V6 Dino Ferrari引擎。
除此之外，许多一级方程式车手习惯在非比赛日的周末来驾驶这种更小更轻的赛车，同时一些大奖赛分站（尤其是德国大奖赛，较长的纽博格林赛道可以同时容纳多位车手）允许一级方程式和二级方程式赛车同场竞技。Jacky Ickx驾驶二级方程式赛车进行了他的处子秀，排位赛后位于第五位。虽然发车时还位于一级方程式赛车之后，Ickx迅速超越了那些比他更慢的赛车，夺得了具有积分竞争力的位置，只是不幸地由于悬挂系统故障而退赛。更为不幸的是Jim Clark，他被认为是历史上最伟大的赛车手之一，却在1968年的霍根海姆赛道死于事故。
1967年，FIA引入了欧洲二级方程式锦标赛。Ickx驾驶Matra MS5赛车取得了首届赛事的冠军，领先第二名澳大利亚人Frank Gardner11分。
一级方程式车手对二级方程式的“入侵”（类似于今天Buschwhacking与NASCAR的情形）是被当时采用的统一分级制度（unique grading system）所认可的。 任何没有达到“A”级的车手不能获得锦标赛积分，而要拿到“A”级评价可以通过多种方式（每年的规定都有所变化），比如在两场大奖赛中取得分数，或在两场World Sports Car赛事中取得前三的位置。二级方程式年度冠军可以获得一年的“A”级评价，而一级方程式世界冠军可以保持五年。这套体系可以激励经验不足的车手为了冠军和职业目标而奋斗，同时可以让老资格的车手即使在两场间隔较长的大奖赛之间也勤于练习。
在这套方程式制度的早期，Brabham和Lotus是最著名的制造商，法拉利会时断时续地参与一个工作小组，与之类似的还有宝马（采用Lola和Dornier造底盘）。此外大量的小制造商诸如Chevron和GRD也在提供赛车。

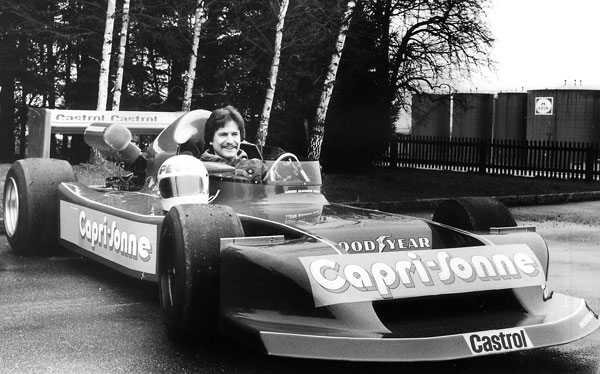
Peter Scharmann1978年驾驶的March-BMW

### 2.0L时期 （1972–1984）
1972年，方程式规则允许使用2.0L商业化引擎以提高马力。考斯沃斯BD系列和宝马四缸引擎统治了早些年的比赛，接下来逐渐接管比赛的是使用宝马引擎的Marches车队。在1976年，纯粹针对比赛开发的引擎被允许出现在赛场上，同时期Renault研发出了一款强劲的V6引擎。因为与汽油商Elf的赞助关系，方程式比赛在短时期内被法国车队和车手所统治。宝马开始与March车队合作，在70年代后期建立了牢固的关系。甚至法拉利引擎也曾有过短暂的回归并取得了小规模的胜利。由考斯沃斯BDA升级而来的Hart 420R在Marches赛车上取得了成功，却并不是Toleman车队的最佳搭档。这一时期优势明显的底盘来自于March和Ralt。同时期赛场上大放异彩的还包括雪佛龙、法国Elf和Martinis以及德国的Maurer。
本田在20世纪80年代初期携一款强劲的V6引擎宣告回归，然而这款引擎被证明是非常不实用的，与Ralt-Honda车队竞争所付出的代价也打了水漂。As a result, grids diminished in size and declining interest in the series threatened it with extinction.

### 方程式3000时期
1984赛季后，二级方程式被升级为方程式3000赛事，以达到促进F2式的底盘与普通送气型的3000cc考斯沃斯DFV V8引擎相结合的目的——后者在当时几乎全使用涡轮增压引擎的一级方程式中被淘汰了下来。

### GP2系列赛
当2005年F3000赛车在被GP2系列赛所替代时，二级方程式这个名称得到了部分的回归。出于省钱的目的，比赛使用了标准的4000cc V8引擎，以便能以最低的消耗获得580 bhp的马力。相对于F1的引擎（当年从3000cc缩至2400cc），GP2所用的引擎容积更大，但是水平更低。

### 回归（2009年-2012年）
在消失了25年之后，FIA于2008年6月25日宣布二级方程式这个名字将于2009年重新出现在公众的视野中。
根据FIA世界汽车运动理事会的一项传真投票的结果，MotorSport Vision (MSV)获准为新的世界二级方程式锦标赛提供底盘和引擎。根据标书的部分内容，MSV也同时获准成为该锦标赛的创办者和所有赛车的运行机构。
整个赛事包括在欧洲举行的八场分站赛，时间从五月持续到十一月。每周末有两场比赛，赛车在每场将行驶110公里（约需40分钟），第二场比赛中将有一次强制性停站。在每场比赛前，将会进行两个30分钟的练习赛和两个30分钟的排位赛。（整个赛季中将有三天的官方练习日，首个练习日安排在第一场比赛前，其余两个在赛季中。练习日最多允许300公里的测试里程。测试有可能被安排在MSV的Bedford Autodrome测试赛道。或者，测试规则也可能会更改为，在每场分站赛前允许进行50公里的试验性测试，而整个2009赛季最多允许的测试里程为1000公里。） 
赛车由威廉姆斯车队进行设计，并由MotorSport Vision (MSV)进行准备。开轮式（车轮位于车身之外）底盘将会由Mountune Racing研发，奥迪1.8L涡轮增压引擎驱动。F2赛车的目标是在性能上处于F1和F3之间。MSV属于前一级方程式车手Jonathan Palmer，同时也经营着英国Formula Palmer Audi系列赛
以及英国超级自行车锦标赛（British Superbike Championship）。这项锦标赛由于第四轮比赛中Henry Surtees在Brands Hatch赛道上的死亡事故而受到了玷污。

### 二次回归
2017年初，国际汽联决定将GP2系列赛重新塑造为国际汽联二级方程式锦标赛。

## 其它二级方程式系列赛

### 日本二级方程式
多年来，日本一直在举办一项名为“方程式2000”的赛事，其规则与2L F2相近。比赛起初允许使用2.4L单点火的商业化引擎，不过不久后便与FIA在20世纪70年代中期制定的规则接轨了。日本F2系列赛在欧洲F2停办后持续了两年，然后日本也采用了与F3000非常类似的规则。这项系列赛目前被叫做日本方程式（Formula Nippon）。日本同时还举办着一项叫做大锦标（Grand Champion）的系列赛——其使用的赛车是大型版的F2赛车——某种程度上相当于加美挑战杯（Can-Am）在F5000规则下的回归。

### 澳大利亚二级方程式
澳大利亚自1964年起就有自己的二级方程式级别的比赛。1978年起参赛赛车被要求必须使用容量在1100cc到1600cc之间的单点火商业化引擎作为动力。 Induction must be by means of carburettor/s, 必须使用普通送气引擎，最高转速不得超过8000rpm。
澳大利亚二级方程式锦标赛曾在1964到1965年间、1969到1977年间及1979到1988年间受到澳大利亚汽车运动联盟（Confederation of Australian Motor Sport）的制裁。

### 墨西哥二级方程式
在20世纪80年代和90年代初，墨西哥曾举办过自己的二级方程式系列赛（以前被称为K级方程式）。其赛车类似于大西洋方程式（Formula Atlantic）所用赛车，只不过改装了2.2L克莱斯勒引擎。

### 英国二级方程式
英国方程式3000（British Formula 3000）系列赛通常也被称为“二级方程式”，为的是吸引更多对该赛事不了解的观众。不幸的是此项更名并没有起到作用，赛事已经接近停办的边缘。曾有人提议用4.2L TVR引擎搭配F3000底盘的赛车来重组新的英国二级方程式，不过此方案并未实施。

## 二级方程式冠军列表
| 赛季                                   | 车手                  | 车队                               | 杆位 次数            | 获胜 次数            | 领奖台 次数          | 最快圈速 次数        | 总分                 | 领先 分数            |
| 欧洲二级方程式锦标赛                   | 欧洲二级方程式锦标赛  | 欧洲二级方程式锦标赛               | 欧洲二级方程式锦标赛 | 欧洲二级方程式锦标赛 | 欧洲二级方程式锦标赛 | 欧洲二级方程式锦标赛 | 欧洲二级方程式锦标赛 | 欧洲二级方程式锦标赛 |
| -------------------------------------- | --------------------- | ---------------------------------- | -------------------- | -------------------- | -------------------- | -------------------- | -------------------- | -------------------- |
| 1967                                   | Jacky Ickx            | Tyrrell Racing Matra-Cosworth      | 2                    | 2                    | 4                    | 3                    | 45                   | 11                   |
| 1968                                   | Jean-Pierre Beltoise  | Matra Sports Matra-Cosworth        | 2                    | 3                    | 5                    | 1                    | 48                   | 17                   |
| 1969                                   | Johnny Servoz-Gavin   | Matra International Matra-Cosworth | 1                    | 1                    | 2                    | 1                    | 37                   | 9                    |
| 1970                                   | Clay Regazzoni        | Tecno Racing Team Tecno-Cosworth   | 2                    | 3                    | 5                    | 1                    | 44                   | 9                    |
| 1971                                   | Ronnie Peterson       | March Engineering March-Cosworth   | 7                    | 4                    | 6                    | 5                    | 54                   | 14                   |
| 1972                                   | Mike Hailwood         | Team Surtees Surtees-Cosworth      | 1                    | 2                    | 5                    | 2                    | 55                   | 18                   |
| 1973                                   | Jean-Pierre Jarier    | March Engineering March-BMW        | 4                    | 7                    | 8                    | 5                    | 78                   | 37                   |
| 1974                                   | Patrick Depailler     | March Engineering March-BMW        | 3                    | 4                    | 6                    | 2                    | 54                   | 11                   |
| 1975                                   | Jacques Laffite       | Ecurie Elf Martini-BMW             | 6                    | 6                    | 7                    | 4                    | 60                   | 24                   |
| 1976                                   | Jean-Pierre Jabouille | Equipe Elf Elf 2J-Renault          | 4                    | 3                    | 6                    | 1                    | 53                   | 1                    |
| 1977                                   | René Arnoux           | Ecurie Renault Elf Martini-Renault | 1                    | 3                    | 6                    | 1                    | 52                   | 12                   |
| 1978                                   | Bruno Giacomelli      | Polifac BMW Junior Team March-BMW  | 8                    | 8                    | 10                   | 6                    | 82                   | 31                   |
| 1979                                   | Marc Surer            | Polifac BMW Junior Team March-BMW  | 2                    | 2                    | 6                    | 1                    | 38                   | 2                    |
| 1980                                   | Brian Henton          | Toleman Group Toleman-Hart         | 2                    | 3                    | 9                    | 7                    | 61                   | 19                   |
| 1981                                   | Geoff Lees            | Ralt Racing Ltd. Ralt-Honda        | 1                    | 3                    | 6                    | 5                    | 51                   | 14                   |
| 1982                                   | Corrado Fabi          | March Racing Ltd. March-BMW        | 2                    | 5                    | 7                    | 3                    | 57                   | 1                    |
| 1983                                   | Jonathan Palmer       | Ralt Racing Ltd. Ralt-Honda        | 4                    | 6                    | 10                   | 3                    | 68                   | 17                   |
| 1984                                   | Mike Thackwell        | Ralt Racing Ltd. Ralt-Honda        | 6                    | 7                    | 8                    | 9                    | 72                   | 28                   |
| 世界二级方程式锦标赛 (2009年-2012年)   |                       |                                    |                      |                      |                      |                      |                      |                      |
| 2009                                   | Andy Soucek           | MotorSport Vision Williams-Audi    | 2                    | 7                    | 11                   | 3                    | 115                  | 51                   |
| 2010                                   | 迪安·斯通曼           | MotorSport Vision Williams-Audi    | 6                    | 6                    | 13                   | 6                    | 284                  | 42                   |
| 2011                                   | 米尔科·博尔托洛蒂     | MotorSport Vision Williams-Audi    | 7                    | 7                    | 14                   | 7                    | 316                  | 121                  |
| 2012                                   | 卢西亚诺·巴切塔       | MotorSport Vision Williams-Audi    | 3                    | 5                    | 10                   | 5                    | 231.5                | 21.5                 |
| 国际汽联二级方程式锦标赛 (2017年-至今) |                       |                                    |                      |                      |                      |                      |                      |                      |
| 2017                                   | 夏尔·勒克莱尔         | 普雷马车队 Dallara-Mecachrome      | 8                    | 7                    | 10                   | 4                    | 282                  | 72                   |
| 2018                                   | 乔治·拉塞尔           | ART车队 Dallara-Mecachrome         | 5                    | 7                    | 11                   | 6                    | 287                  | 68                   |
| 2019                                   | 尼克·德弗里斯         | ART车队 Dallara-Mecachrome         | 5                    | 4                    | 12                   | 3                    | 266                  | 52                   |